# Atlantique Productions
 (décembre 2020).
Atlantique Productions est une société de production audiovisuelle française rattachée au groupe Mediawan. Elle se spécialise dans la fiction.

## Description
Créée en 1982, la société a été réactivée en 2009 par la coproduction internationale de Borgia.
Atlantique Productions est une société qui développe, finance et produit des fictions internationales (séries, mini-séries, unitaires). Elle est présidée par Thomas Anargyros et dirigée par Nathalie Perus qui a succédé à Olivier Bibas le 14 février 2022.

## Filmographie
- 2011 : Borgia[4]
- 2011 :Meurtres au paradis saison 1[5]
- 2011 : Le Transporteur
- 2013 : Jo
- 2016 : Jour polaire
- 2019 : Eden
- 2019 : Hierro
- 2019 : Illégitime
- 2020 : The Eddy
- 2022 : Meurtres à Nancy[6]
- 2023 : Django[7]